# Убица меког срца
Убица меког срца (енгл. The Whole Nine Yards) је америчко-канадски филм из 2000. године режисера Џонатана Лина. Главне улоге тумаче Брус Вилис, Метју Пери, Розана Аркет, Мајкл Кларк Данкан, Наташа Хенстриџ, Аманда Пит и Кевин Полак.

## Радња
Николас Озерански (Оз), амерички зубар који живи и ради у Монтреалу, може се описати као добар човек који није имао среће у животу: пословни партнер и свекар на пола радног времена извршио је самоубиство, оставивши иза себе гомилу дугова који су приморали Оза да се пресели из Чикага у Канаду, а његова супруга и свекрва и незадовољство га желе да не ради са женама. смрт . Све ово резултира депресијом и кризом личности; једини испушни вентил који му не дозвољава да потпуно клоне духом и оконча свој живот као таст је његова помоћница Џил, која га бар некако подржава.
Човек по имену Џими Џонс усељава се у суседну кућу. Видевши тетоважу лале на подлактици, Оз је ужаснут откривши да је његов нови комшија Џејмс Стефан Тудески, звани Џими Лала. Џими је некада био милитант од поверења Ласла Гоголака, вође велике мађарске групе чикашке мафије, али је склопио договор са истрагом, предавши свог шефа у замену за 5 година затвора. Због тога је Ласлов син Јанни најавио лов на Џимија, али је Џими одбио програм заштите сведока и једноставно напустио Сједињене Државе.
Следећег дана, Џими води Оза да му покаже около. Обојица развијају симпатије једно према другом. По повратку кући, Оз наилази на своју жену Софи, која жели да њен муж оде у Чикаго и преда Џимија својим бившим колегама мафијашима уз накнаду. Заузврат, она му обећава развод без проблема. Оз одлази у Чикаго да каже Јанију где се Џими налази, док његова жена покушава да нареди Џимијево убиство њеног мужа како би се решила свог невољеног супружника и побољшала своју финансијску ситуацију тако што ће добити осигурање за њега. Већ у Чикагу, после вечере са старим познаником из Чикаго трибјуна, Оз у хотелу налеће на Френклина Фигера (Френки Фигс), још једног револвераша из Гоголаковог синдиката. Испоручује га Јанију, где гангстер обећава да ће размотрити комисију за откривање локације издајника. Тамо Оз упознаје Џимијеву жену, Синтију, у коју се изненада заљубљује. Касније долази код Оза у хотел да пита за истинитост његових информација. Оз, не желећи да буде саучесник у злочиначком обрачуну, покушава да скрене са теме тако што се распитује о Синтијиним личним жељама. Она почиње да плаче и одговара да само жели да се "све заврши". Синтија открива да је Џими био лош муж и да ју је често варао, али као ревносни католик, он је одбацио идеју о разводу. Да би сакрио од власти велику суму од 10 милиона долара, Ласло Гоголак их је поклонио Џимију и Синтији као свадбени поклон, али они могу бити уклоњени само уз присуство три потписа: Џимија, Синтије и Јанија. У супротном, мора се предочити умрлица. Присуство у близини Јанија делимично спасава Синтијин живот, јер ако он не жели да се разведе, Џимија ништа не спречава да је убије, али нема гаранције да је ни Јани неће убити. Слушајући све ово, Оз постаје све емпатичнији према њој и они постају љубавници.
Након што су се вратили у Монтреал и отпратили Френкија до хотела, наилазе на Џимија. Двојица убица доживљавају једно друго као пријатеље, на ручку у ресторану Џими признаје да је Френки све ово време био у дослуху са њим, а такође упозорава Оза да му је жена написала наруџбу од 10 хиљада долара. На послу Оз губи живце, покушава да се убије дозом азот-оксида, али га Џил на време зауставља. Говори јој о наређењу своје жене и о Џимију; ако је први узнемирио девојку, онда ју је други провоцирао - она извлачи Оза из канцеларије тако да је он брзо доводи до еминентног убице. На лицу места се испоставило да је и сама Џил плаћеник почетник - Оз је требало да буде "први" у њеној каријери. Спасило га је то што је Џил била прожета историјом његовог живота и чињеницом да је пријатан као човек. Џими каже да се ово дешава у зору сваког убице, чак и њега; након што он позове девојку у своју банду, на шта она одушевљено пристаје. Када Френки открије да је Јани већ на путу ка аеродрому са Синтијом, Озови нерви поново почињу да се распламсавају и он отворено протестује због убиства „оне чија је једина грешка њен брак са Џимијем“. Међутим, сви протести се игноришу и убице настављају да се припремају за долазак гостију.
Увече, Оз покупи Јанија, Синтију и двојицу плаћеника са аеродрома и одведе их својој кући, где чекају ноћ да би се побринули за Џимија док он не заспи. Након што се искрао из подрума пуног гангстера, Оз говори Синтији о замци у Џимијевој кући и дели свој план да јој спасе живот.
Исте ноћи, Софи долази до куће у друштву новог убице који је пристао да ради за 12 и по хиљада (првобитно за 15 хиљада, али је Софи добила попуст кроз секс). Када плаћеник примети Јанија и сазна за Џимија, он одмах истрчава из аута за бандитима. Унутра, Јанија и његових присташа омета гола Џил, дајући им времена да буду елиминисани. Софиин убица такође добија ударац, због чега се жена уплаши и побегне у шуму. Пошто је већ увукао тело убице у кућу, Френки у џеповима проналази личну карту на име Стива Хансона, тајног агента полиције Квебека, што се бандиту баш и не свиђа.
Превирања дају Озу и Синтији времена да побегну са лица места, али су заустављени на пола пута након позива од Џимија. Телефоном, Оз признаје пријатељу да воли Синтију, а Џил, чувши разговор, долива уље на ватру сазнајући за њихову аферу у Чикагу. Џими губи живце и заклиње се да ће пронаћи и убити обоје, али иста Џил узима телефон, пуштајући га да се мало охлади. Коначно, Оз износи суштину свог плана: захваљујући својој вештини зубара, он прави један од лешевих зуба идентичним Џимијевим, након чега се може спалити са лешом Јанија, остављајући могућност идентификације само по одливцима зуба. Џими пристаје на план.
Остављајући једног од својих пацијената, Синтију, на јахти, говорећи јој да бежи из земље ако не да сигнал преко пејџера у року од сат времена, Оз одлази у своју стоматолошку ординацију, где га већ чекају Џил, Френки, Џими и леш агента Хансона, који ће играти улогу предњег тела. Након што је завршио посао, Оз види двојицу убица како поливају његов аутомобил бензином и спаљују га заједно са телима. Ујутру, када истражитељи дођу у канцеларију, он игра улогу простака који је позајмио ауто комшији који је отишао на пецање. Полиција већ на лицу места проналази тела Јанијевих плаћеника и Хансонов аутомобил у којем је оставио диктафон са снимцима његових преговора са Софи. Озова жена и свекрва су ухапшене. Ни набори у духу Шерон Стоун, ни хистерични плач не помажу жени да постигне попустљивост или веру у своју невиност од полиције. Иако глуми разочарање истражитељима, Оз се смеје док одлази знајући да је ноћна мора његових последњих година готова.
Сада када је Ианни готов с тим, а Џими је правно "мртав", банди је преостало да се бави новцем који Синтија даје Џимију у замену за њен и Озов живот. Док су Синтија и Џил у банци, Џими води свог сада бившег комшију у марину, где се он и Френки укрцавају на јахту. Џил покушава да убеди Синтију да присвоји сав новац за себе како би заједно побегли, али она одбија, објашњавајући да се за ово кратко време заљубила у Оза и да не може да дозволи Џимију да га убије. Након што је добио поруку да је трансакција завршена, Џими упери пиштољ у Оза, али уместо тога убија Френкија. Свој чин објашњава тиме да би Френки, да га није убио, убио обојицу: Оза – као последњег сведока преваре, и Џимија – јер је невољкост да се убије сведок доказ да је убица „изгубио стисак“. Једина ствар коју Џими није рекао Озу је да је оставио милион од десет за њега и Синтију као венчани поклон (смртница је добра рупа за одвајање од своје жене без проласка кроз процес развода). Лала Џими одлучује да остатак живота проведе са Џил, а Оз упознаје Синтију на аеродрому, где је запроси.

## Улоге
| Глумац             | Улога                          |
| ------------------ | ------------------------------ |
| Брус Вилис         | Џими Тудески                   |
| Метју Пери         | др. Николас Озерански          |
| Розана Аркет       | Софи Озерански                 |
| Мајкл Кларк Данкан | Френклин "Френки Фигс" Фигероа |
| Наташа Хенстриџ    | Синтија Тудески                |
| Кевин Полак        | Јани Гоголак                   |